# Polyrhachis tubifex
Polyrhachis tubifex é uma espécie de formiga do gênero Polyrhachis, pertencente à subfamília Formicinae.